# Slovenská akademie věd

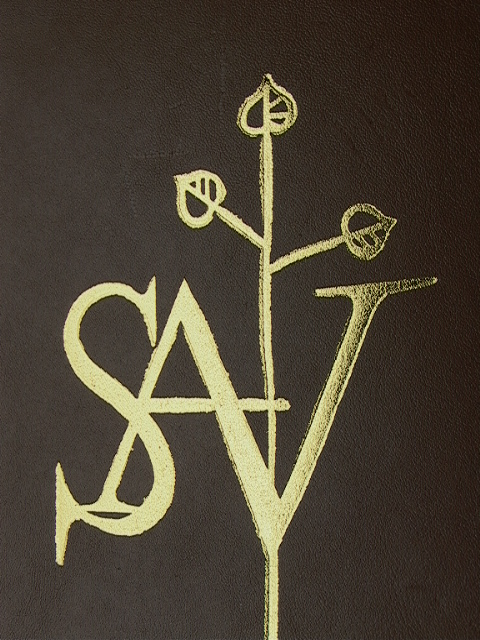
Slovenská akademie věd (SAV)

Slovenská akademie věd (slovensky Slovenská akadémia vied, SAV), je nejvyšší vědecká instituce Slovenska. Sídlí ve Štefánikově ulici v Bratislavě. Byla založena 18. června 1953. Navázala na Slovenskou akademii věd a umění založenou v roce 1942 Slovenským státem, dále na Učenou společnost Šafaříkovu (slovensky: Učenú spoločnosť Šafárikovu), vědecké obory Matice slovenské a na činnost Muzeální slovenské společnosti. Na svých pracovištích rozvíjí vědeckovýzkumnou činnost a ve formě řádného členství sdružuje ve svých řadách vědecké pracovníky.

## Historie

### Předchůdci
Prvním pokusem o založení učené společnosti typu akademie na Slovensku byl projekt Mateje Bela Societas litteraria v Bratislavě již v roce 1735. V roce 1771 byl rakouské císařovně Marii Terezii předložen návrh na založení akademie v Bratislavě podle vzoru berlínské a petrohradské akademie (ani jeden návrh nebyl realizován). V roce 1892 Andrej Kmeť podal návrh (zveřejněn byl ve slovenských Národních novinách) na založení slovenské vědecké společnosti typu akademie.
Dne 2. prosince 1926 založili převážně čeští profesoři Univerzity Komenského v Bratislavě Učenú spoločnosť Šafárikovu. Jejím prvním předsedou byl Prof. Augustín Ráth, tajemníkem byl prof. Albert Pražák. Po nuceném odchodu českých pedagogů v roce 1939 společnost zanikla, ale záhy ještě v létě 1939 ji nahradila Slovenská učená spoločnosť. V červenci 1942 byla založena Slovenská akademie věd a umění (SAVU), která trvala až do založení SAV v roce 1953 (i když v roce 1946 byla degradována na „vědeckou společnost“).

### Založení
Zákonem Slovenské národní rady č. 1/1953 Sb. byla SAV uzákoněna. Sbor pověřenců jmenoval prvních dvanáct akademiků. V roce založení měla SAV 200 pracovníků, koncem roku 1953 zde bylo zaměstnáno už 663 pracovníků ve 37 vědeckých pracovištích převážně převzatých z původní SAVU.

### Podřízenost a členění
Základními organizačními formami vědecké práce byly sekce (společenských věd, biologických a lékařských, zemědělských, matematických a přírodovědných, technických). V roce 1962 byly sekce zrušeny, na jejich namísto bylo zřízeno 12 kolegií, začleněných do 3 oddělení věd: matematicko-fyzikálních, chemicko-biologických a společenských věd.
V roce 1983 došlo k reorganizaci struktury oddělení SAV: jednotlivá kolegia byla začleněna do oddělení o neživé přírodě, oddělení o živé přírodě a oddělení společenských věd.

## Současnost
V současnosti Slovenská akademie věd prezentuje Slovensko prostřednictvím sedmdesáti organizací, ze kterých je 46 rozpočtových a 24 příspěvkových organizací. Vydává 54 titulů vědeckých a odborných časopisů a 8 ročenek. Při SAV působí 49 vědeckých společností. V rámci jejího Encyklopedického ústavu také vzniká slovenská všeobecná encyklopedie Encyclopaedia Beliana.
Činnost SAV reprezentují v rámci vlastních vědeckých pracovišť volení členové, akademici a členové korespondenti. Samosprávními orgány Slovenské akademie věd jsou: Sněm SAV, Vědecká rada SAV a Předsednictvo SAV.